# Оришич, Анатолий Митрофанович
Анатолий Митрофанович Оришич (14 декабря 1945, Станислав — 8 февраля 2022, Новосибирск) — советский и российский физик. Доктор физико-математических наук (1990), профессор кафедры общей физики физического факультета Новосибирского государственного университета (1993).
Специалист в области физики плазмы и взаимодействия мощного лазерного излучения с веществом. Автор и соавтор более 210 публикаций.

## Биография
А. М. Оришич родился 14 декабря 1945 года в городе Станислав Украинской ССР в семье военнослужащего. В 1969 году он с отличием окончил физический факультет Новосибирского государственного университета по специальности «Физика».
После окончания университета Оришич работал в Институте ядерной физики СО АН СССР/РАН в качестве стажёра в 1969 году и аспиранта в 1970 году. В 1972—1973 годах он стал аспирантом в Институте теоретической и прикладной механики СО АН СССР. В 1975 году зашитил кандидатскую диссертацию по теме «Исследование мощного CO2-лазера с двойным поперечным разрядом» и в 1990 году — докторскую диссертацию по теме «Применение лазерной плазмы для лабораторного моделирования космофизических явлений взрывного характера».
Карьеру учёный начал в Институте теоретической и прикладной механики, где работал в различных должностях, включая инженера (1973), старшего инженера, заведующего научно-исследовательской группой, старшего научного сотрудника, ведущего научного сотрудника и заведующего лабораторией № 14 (1987). Потом заведовал лабораторией Института лазерной физики СО РАН с 1991 по 1993 года. С 1991 по 1993 год он также возглавлял лабораторию в Институте лазерной физики СО РАН. С 2000 года Оришич занимает должность заместителя директора по науке в Институте теоретической и прикладной механики СО РАН.
В Новосибирском государственном университете Оришич преподавал с 1970 года. Он занял должность штатного профессора с 1993 года. С 2000 года Оришич являлся заведующим кафедрой общей физики физического факультета. Являлся куратор лаборатории физического эксперимента. Читал курсы «Физика атомов и молекул» для студентов 4-го курса и спецкурс «Методы аэрофизического эксперимента» на кафедре аэрофизики.
Выступал научным руководителем четырёх кандидатских диссертаций.
Был членом редколлегии журнала «Прикладная механика и техническая физика».
Умер 8 февраля 2022 года после тяжёлой продолжительной болезни.

## Научный вклад
А. М. Оришич являлся специалистом в области физики плазмы, лазеров высокой мощности и взаимодействия лазерного излучения с веществом. Он разрабатывал и создавал компактные CO2-лазеры с предельными энергетическими характеристиками, а также выполнял ряд исследований по определению оптимальных условий возбуждения объёмных разрядов, контролируемых электронным пучком. Результаты его исследований внесли вклад в формирование основных физических принципов построения мощных усилительных CO2 систем микросекундного диапазона.
Оришич занимался изучением взаимодействия мощного лазерного излучения с веществом, формированием плазменных потоков и лабораторным моделированием нестационарных процессов в космической плазме. При его участии были получены фундаментальные результаты по бесстолкновительному взаимодействию взаимопроникающих потоков замагниченной плазмы, взаимодействию лазерного излучения с веществом и формированию облаков лазерной плазмы с большим количеством частиц.
В последние годы Оришич возглавляет научное направление, связанное с исследованиями воздействия мощных лазеров на различные материалы применительно к новым технологическим процессам, а также разработкой и созданием автоматизированных лазерных технологических комплексов (АЛТК). Под его руководством создана серия технологических комплексов, успешно работающих на предприятиях России. В результате этой работы были изучены новые процессы, такие как лазерная металлургия, лазерная сварка и создание специальных биметаллических материалов.

## Награды
- Государственная премия Новосибирской области за разработку, создание и внедрение лазерной техники и технологий на промышленных предприятиях области (2005)[3].